# Rouenmanufaktoriet

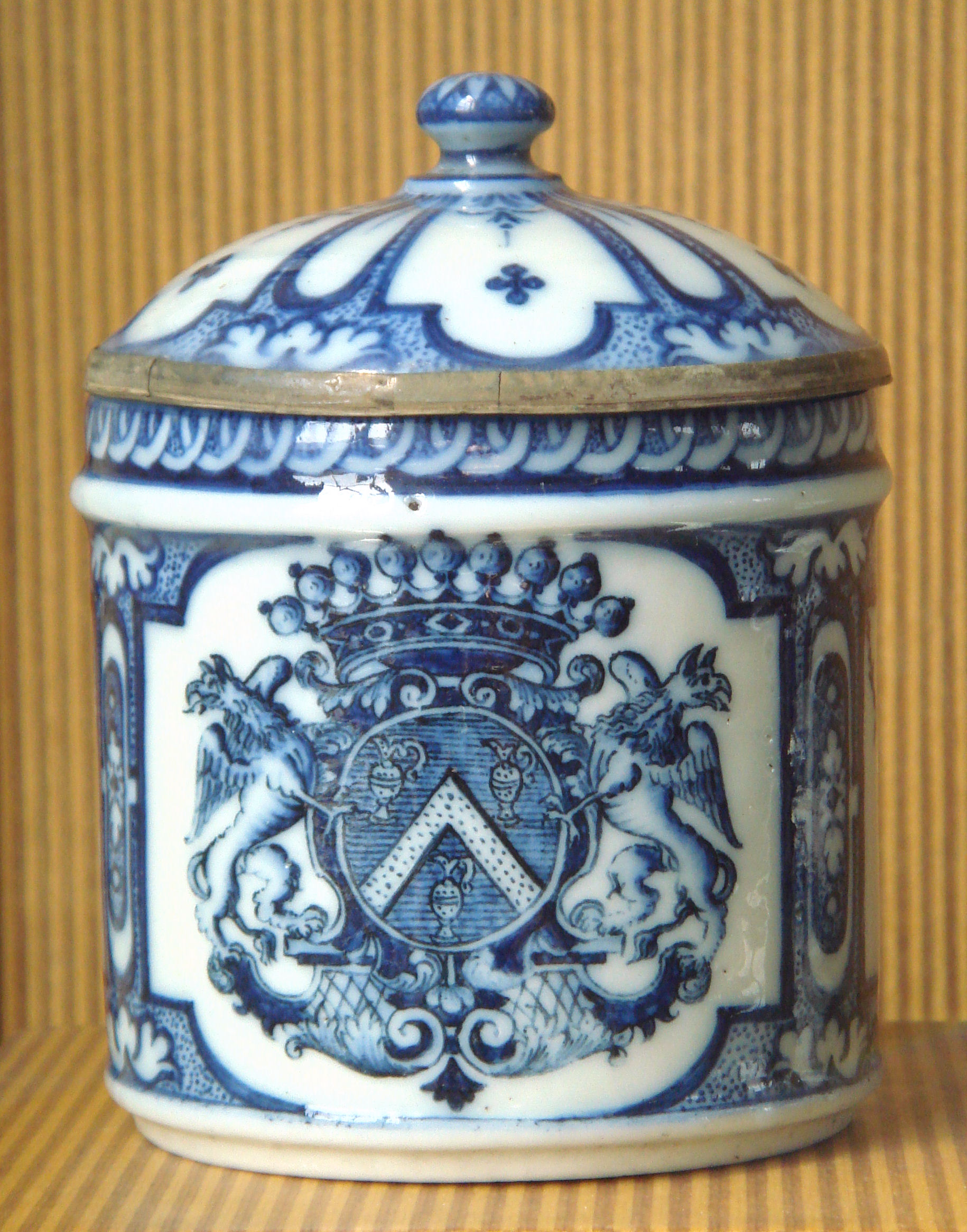
Senapsburk tillverkad vid Rouenmanufaktoriet under slutet av 1600-talet.

Rouenmanufaktoriet var en porslinstillverkare i Rouen, Frankrike, verksam 1673-1696.
Manufaktoriet som anlades av Louis Poterat var den första franska porslinsfabriken. Den tillverkade ett mjukt porslin, av vilket en del pjäser finns bevarade. De är mestadels dekorerade med underglasyrfärg i blått, ibland i grönt eller rött. Till skillnad från många andra fabriker förekom inga kinesiska influenser i Rouenmanufaktoriets produkter, utan de dekorerades med den typiska "style raynonant" i symmetrisk dekor av lambrekänger och rankor.